# Bitka kod Bannockburna
Bitka kod Bannockburna (eng. Battle of Bannockburn, škot.-gael. Blàr Allt nam Bànag), jedna od najslavnijih bitki u Škotskom ratu za nezavisnost, koja se odigrala između 23. i 24. lipnja 1314. godine.
Pobjeda u toj bitki učvrstila je vođi Škota Robertu Bruceu škotsko prijestolje i titulu kralja, kojim je proglašen 25. ožujka 1306. Škoti su bili brojčano slabiji, no majstorskom upotrebom terena i ratnim umijećem ostvarili su ogromnu prednost nad Englezima i izborili pobjedu.

## Pozadina
Godine 1296. engleski kralj Eduard I. porazio je škotsku vojsku u bitci kod Dunbara i zarobio škotskog kralja Ivana Balliola te ga prisilio da se odrekne škotske krune, nakon čega je Škotsku podvlastio Engleskoj. Tim činom započeo je rat za škotsku neovisnost. Škoti su, pod vodstvom Williama Wallacea, porazili englesku vojsku u bitki kod stirlinškog mosta 1297. godine, ali su potom poraženi 1298. godine u bitki kod Falkirka.
Čitava Škotska je bila osvojena do 1304. godine i škotski plemići su redom priznali kralja Eduarda I. za svog suverena. Međutim, škotski plemić Robert Bruce odmetnuo se 1306. godine i proglasio se škotskim kraljem, čime je opet otpočela borba za škotsku neovisnost. Godinu dana kasnije, umro je engleski kralj Eduard I. i nasljedio ga je sin, kralj Eduard II., koji se nije pokazao jednako sposoban kao otac, zadržati Škotsku pod engleskom vlašću.
Do 1314. godine, Škoti su preuzeli kontrolu nad svim škotskim dvorcima lojalnim engleskom kralju, s izuzetkom Stirlinškog dvorca, koji se nalazio pod škotskom opsadom. Posada dvorca obećala je predaju do 24. lipnja, ako ne dođe njihova zamjena. Eduard II. je okupio veliku vojsku sačinjenu od 13.000 pješaka i oko 3.000 konjanika, sakupljenu iz Engleske, Walesa i Irske te je krenuo u pomoć opsjednutom garnizonu u dvorcu Stirlingu. U isto vrijeme Robert I. je raspolagao s vojskom od 7.000 pješaka i nekoliko stotina lakih konjanika te je s tog razloga odlučio iskoristiti prirodne pogodnosti terena za bitku. Dao je iskopati duboke jame, u koje su njegovi ratnici postavili zašiljene kolce, prekrivši na kraju sve granjem da se stupica zamaskira. Uz to, poslao je svog vojskovođu Malcolma Drummonda da sa svojim ljudima posije veliku količinu ubojitih oštrih nagaznih naprava trošiljaka na onom dijelu bojišta kojim će se kretati Englezi.